# Uromyces
Уроміцес (Uromyces) — рід грибів родини пукцинієві (Pucciniaceae). Назва вперше опублікована 1833 року.

## Будова
Телейтоспори, на відміну від іржастих грибів (Pucciniales) інших родів, одноклітинні на ніжках. При відділені з пустул спора відділяється разом з ніжкою. Телейтоспороношення утворює оксамитові темні подушечки на вражених органах рослин. Уредоспори іржаво-бурі, типової для іржастих грибів будови, на ніжках. Оболонка уредоспор покрита шипами.

## Поширення та існування
Представники роду можуть бути однохазяїнними чи різнохазяїнними паразитами. Паразитують переважно на рослинах родин бобових та молочайних.
Серед цього роду є паразити такі як іржа люцерни (Uromyces striatus), іржа конюшини (Uromyces trifolii).

## Галерея

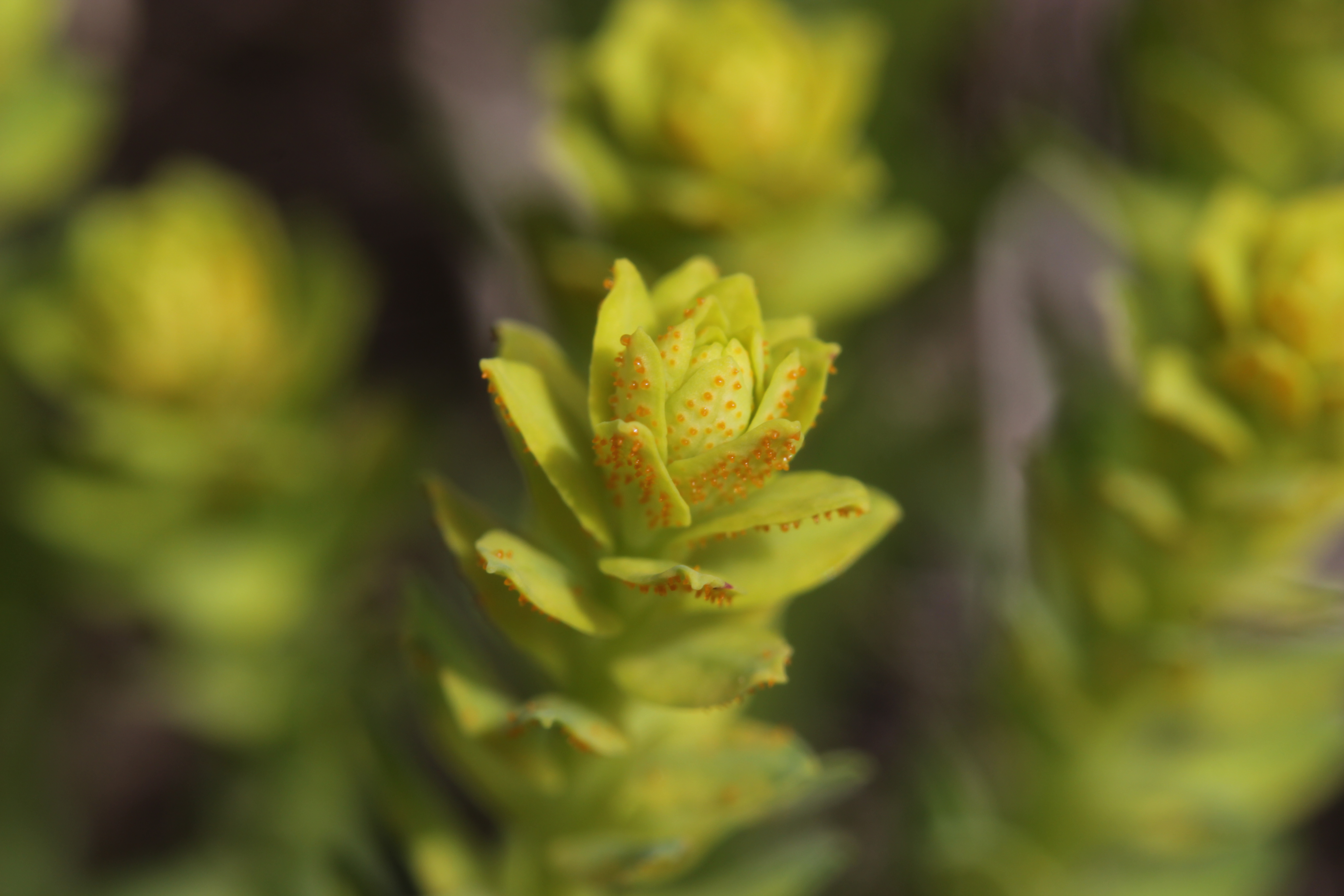
Uromyces pisi-sativi
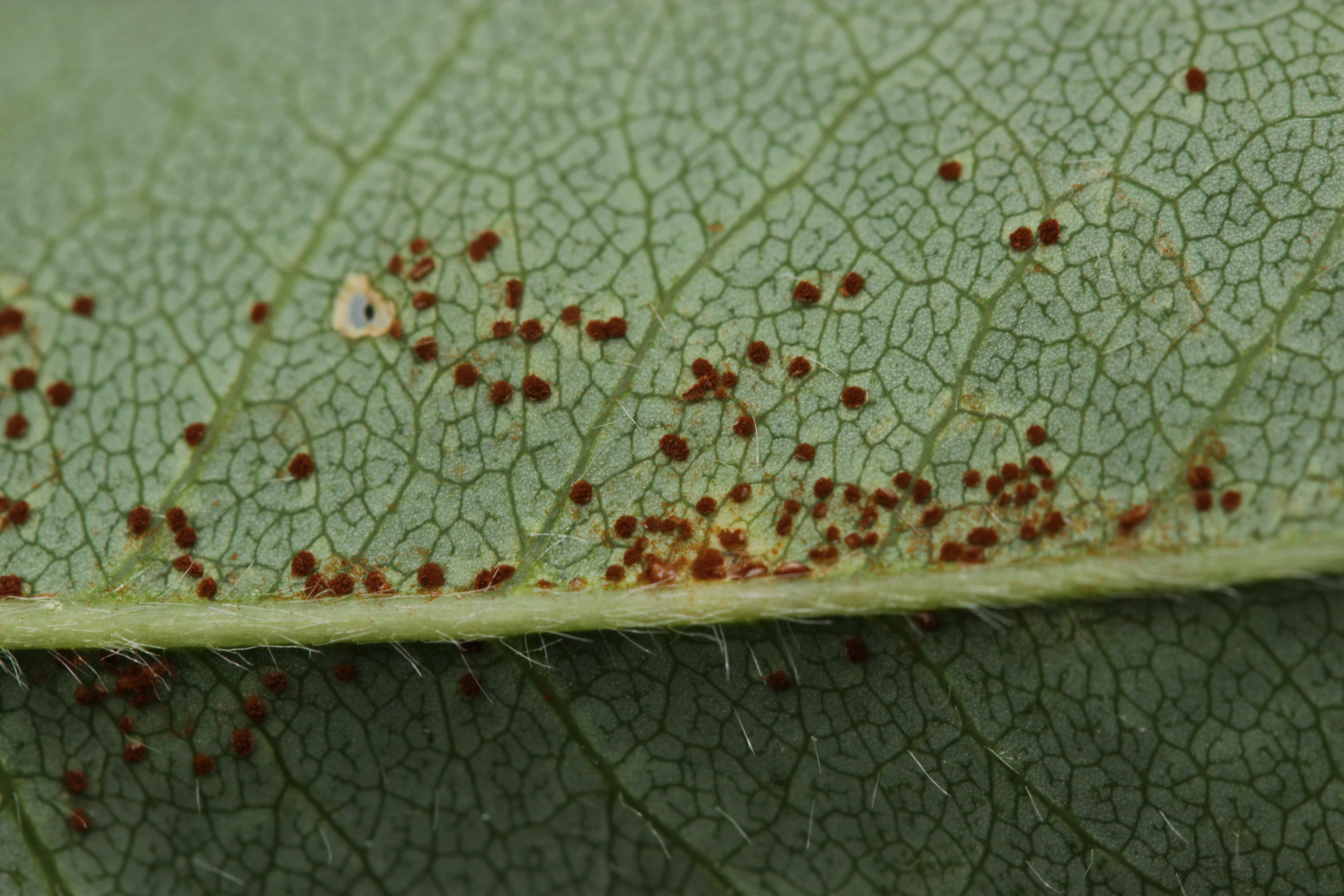
Uromyces laburni
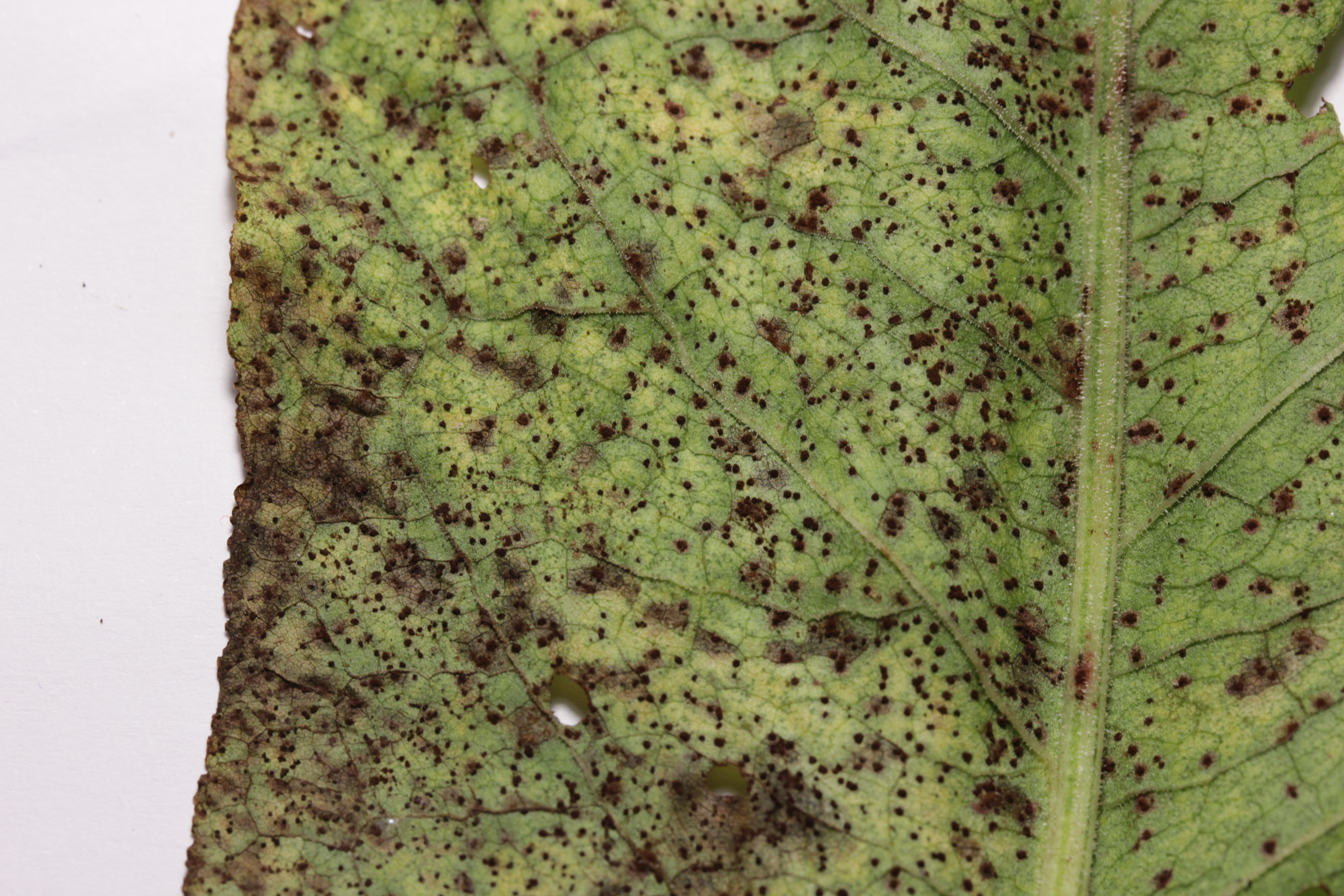
Uromyces rumicis

## Види
База даних Species Fungorum станом на 14.10.2019 налічує 984 види роду Uromyces (докладніше див. Список видів роду Uromyces).